# ムバカ語
ムバカ語（ムバカご、英語: Mbaka language）またはブワカ語（ブワカご、英語: Bwaka language）やングバッカ・マボ語（ングバッカ・マアボご、英語: Ngbaka Ma'bo）は、ウバンギ諸語(en:Ubangian languages)に属する言語である。コンゴ民主共和国と中央アフリカ共和国に居住するムバカ族によって話されている言語である。別名にグバカ語(Gbaka)、マボ語(Ma'bo)、ングブワカ語(Ngbwaka)、ングバカ・リンバ語(Ngbaka Limba)が存在する。
ギリマ語(英語: Gilima)とどの程度区別されるのか、あるいは別の言語と見なすべきかどうかは、明らかではない。しかし、独自のISO 639-3コードを持っている。